# Roschowitzdorf
Roschowitzdorf polnisch Roszowice ist ein Ort in der Landgemeinde Czissek (Cisek) im Powiat Kędzierzyńsko-Kozielski der Woiwodschaft Opole (Oppeln) in Polen.

## Geografie
Roschowitzdorf liegt sechs Kilometer südlich von Czissek (Cisek), 13 Kilometer südlich Kędzierzyn-Koźle und 52 Kilometer südlich von Opole.

## Geschichte

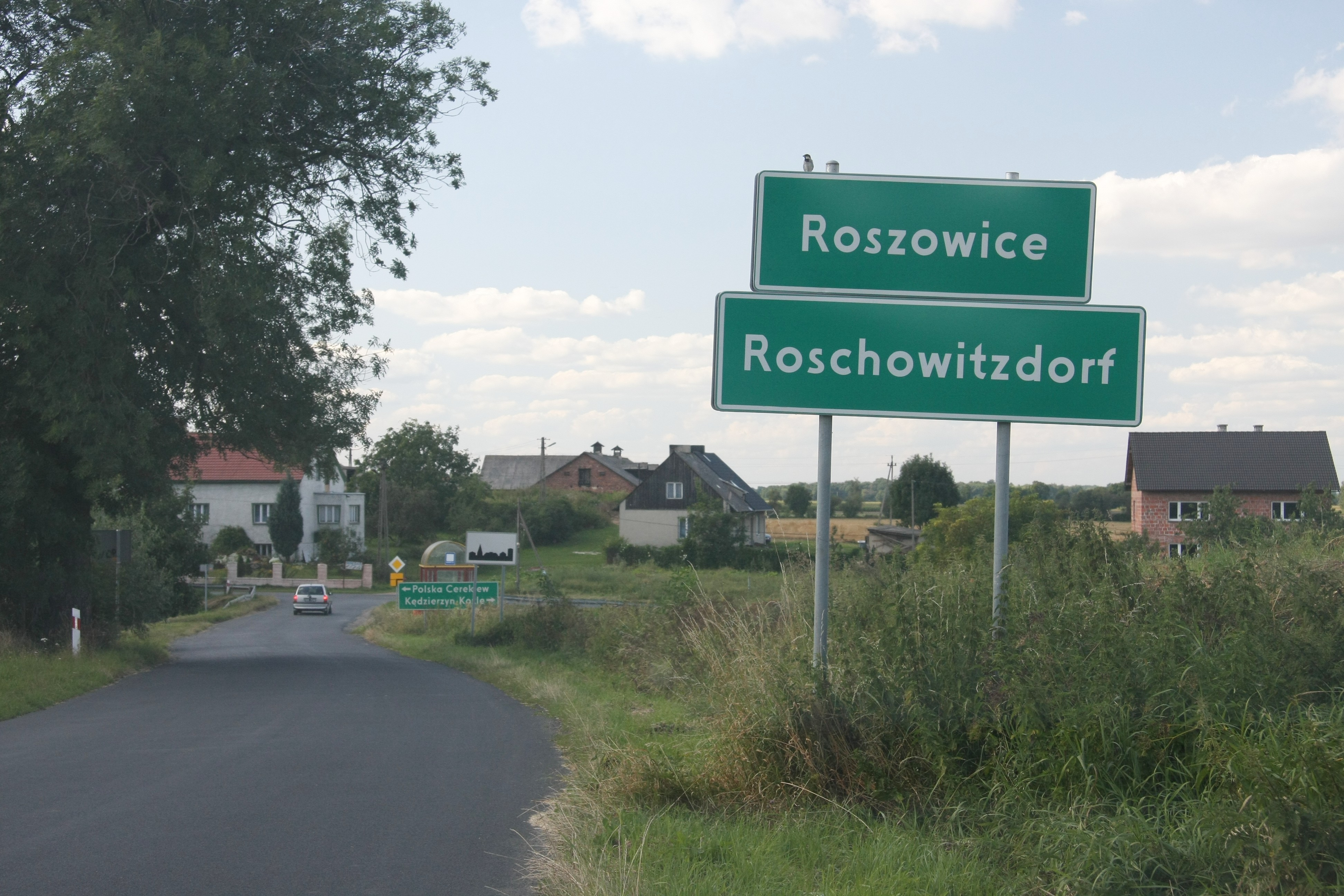
Ortstafel

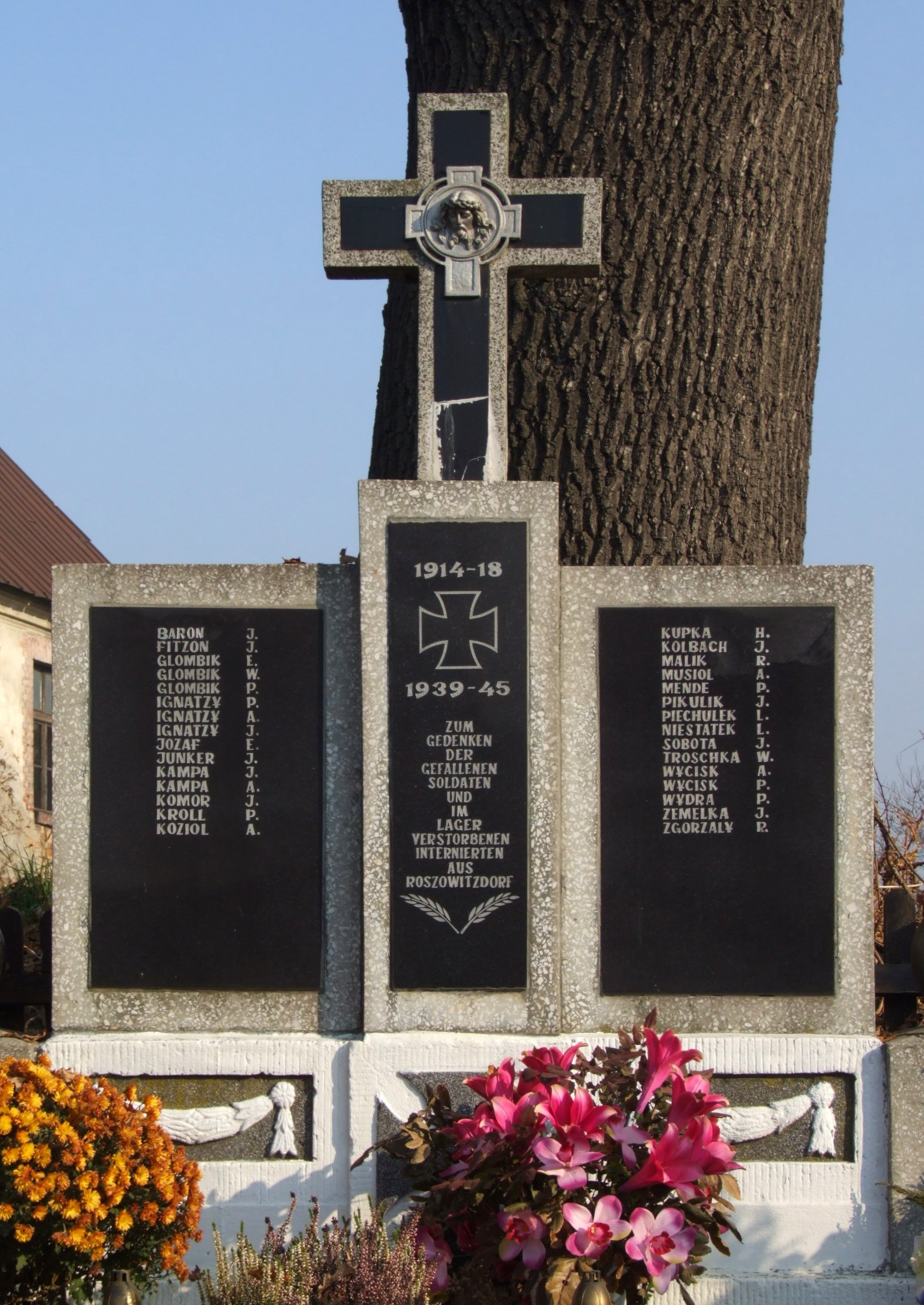
Kriegerdenkmal in Roschowitzdorf

Der Ort wurde 1531 erstmals urkundlich als „Rossowitze“ erwähnt.
Bei der Volksabstimmung am 20. März 1921 stimmten 102 Wahlberechtigte für einen Verbleib bei Deutschland und 187 für Polen. Roschowitzdorf verblieb aber mit dem gesamten Stimmkreis Cosel beim Deutschen Reich. 1936 wurde der Ort in Gräfenstein umbenannt. Bis 1945 befand sich der Ort im Landkreis Cosel.
Als Folge des Zweiten Weltkrieges kam der Ort 1945 unter polnische Verwaltung, wurde in Roszowice umbenannt und der Woiwodschaft Schlesien angeschlossen. 1950 wurde Roszowice Teil der Woiwodschaft Opole und 1999 des wiedergegründeten Powiat Kędzierzyńsko-Kozielski. Am 11. Oktober 2007 erhielt der Ort zusätzlich den amtlichen deutschen Ortsnamen Roschowitzdorf, im September 2008 wurden zweisprachige Ortsschilder aufgestellt.

## Vereine
- Deutscher Freundschaftskreis